# Neukirchen am Walde
Neukirchen am Walde är en ort och kommun i Österrike. Den ligger i distriktet Grieskirchen i förbundslandet Oberösterreich, 190 kilometer väster om huvudstaden Wien.
Kommunen består av 30 orter (Ortschaften) (inom parentes invånarantal 1 januari 2024):

- Achleiten (3)
- Aigen (53)
- Baumgarten (15)
- Eben bei Sankt Sixt (21)
- Feuermühl (3)
- Frankengrub (35)
- Graspoint (12)
- Hofing (36)
- Hungberg (13)
- Inzing (12)
- Jebing (34)
- Kirchberg (6)
- Knotzberg (44)
- Mehring (42)
- Mehringerau (7)
- Moosau (28)
- Mäusburg (39)
- Neukirchen am Walde (791)
- Oberbuchberg (21)
- Obergermating (37)
- Polstergrub (14)
- Pühret (58)
- Spattenbrunn (25)
- Straß bei Sankt Sixt (83)
- Unterbuchberg (13)
- Untergermating (89)
- Untergrub (3)
- Vorau (21)
- Weibing (87)
- Zierreit (12)